# Mark Wierda
Mark Egbert Wierda (Leeuwarden, 11 april 1918 – Dronrijp, 11 april 1945) was een Nederlandse theologiestudent en verzetsstrijder die tijdens de Tweede Wereldoorlog omkwam.

## Levensloop
Wierda was verloofd met Jo Grootveld uit Overschie, maar door zijn vroege dood kwam het niet tot een huwelijk. Na het gymnasium begon hij aan de Technische Hogeschool Delft. In 1939 volgde hij een opleiding tot genieofficier. Tijdens de meidagen van 1940 vocht hij tegen Duitse parachutisten. Hij ontsnapte uit krijgsgevangenschap en keerde terug om zijn studie voort te zetten. In deze periode kwam hij in contact met een ondergrondse organisatie.
In 1942 begon Wierda een studie Theologie aan de Vrije Universiteit in Amsterdam, terwijl hij lid was van de Gereformeerde kerk. Hoewel hij de studie nooit kon afronden, preekte hij geregeld. Op 11 april 1945 werd hij samen met twaalf anderen, onder wie zijn twee broers, gefusilleerd bij het Van Harinxmakanaal in Dronrijp als vergeldingsmaatregel voor aanslagen op spoorwegtrajecten.

## Leven tijdens de oorlog
Tijdens de oorlog sloot Wierda zich aan bij een verzetsgroep. Hij was actief binnen een sabotage‑ en spionagegroep en was geregeld aanwezig bij wapendroppings. In juni 1943 werd hij korte tijd gearresteerd maar na twee weken weer vrijgelaten. Daarna zette hij zijn verzetswerk voort en kreeg hij een centrale positie binnen de LKP, een groep die onderduikers hielp. Hij weigerde de loyaliteitsverklaring voor studenten te ondertekenen en dook korte tijd onder in Friesland.
Wierda hielp mee bij de overval op het huis van bewaring in Leeuwarden op 8 december 1944, waarbij 51 gevangenen werden bevrijd. Hij leverde hiervoor verschillende plattegronden. Kort voor de bevrijding van Leeuwarden op 15 april 1945 saboteerden de Duitsers het postkantoor. Wierda wist dat te voorkomen door de explosieven te vervangen door houten blokken met lood.
In de nacht van 8 op 9 april 1945 werd hij bij toeval opgepakt. Hij droeg alleen een pyjama en een jas en mocht thuis kleren ophalen. De SD’ers die hem begeleidden ontdekten daar ook zijn broers Klaas en Hiele. De drie werden naar het Burmaniahuis in Leeuwarden gebracht en verhoord. Wierda werd zwaar gemarteld maar weigerde namen van verzetsleden prijs te geven. Hij schreef in een briefje: 
“Ik ben bijna zover geweest om ja te zeggen, om van dit afschuwelijke lijden af te komen. Ik moest erg aan onze Heiland denken en het was mij rijk, dat kruis Hem te mogen nadragen. Ik ga vol vertrouwen de toekomst tegemoet. Er zal geen haar van ons hoofd vallen zonder de wil van onze Hemelse Vader, want Hij regeert… Hij is nu zelfs nog ons lied, ons psalmgezang. Hij zal het maken, dat g’u verwonderen moet.”
Op 9 april 1945 saboteerden de Binnenlandse Strijdkrachten de spoorlijnen bij Leeuwarden. De volgende dag ontspoorde een Duitse goederentrein. Als vergelding besloot de SD twintig gevangenen te executeren. Veertien gevangenen, onder wie Mark, Klaas en Hiele Wierda, werden uit het Burmaniahuis gehaald. De verzetsgroep wilde nog een bevrijdingsactie uitvoeren, maar doordat een Engelse jachtvlieger overvloog, besloten de Duitsers de gevangenen direct bij Dronrijp te fusilleren.

## Herinnering
De naam van Egbert Mark Wierda staat op het monument bij de executieplaats in Dronrijp. Op zijn graf staat een indrukwekkende tekst en het teken van de Stichting Friesland 1940‑1945. In Leeuwarden is een straat naar de broers Wierda vernoemd, en zijn naam staat ook op de gedenkmuur van het Christelijk Gymnasium in Leeuwarden.
Na zijn dood schreef zijn verloofde Jo Grootveld over hem:
“Vaak genoeg heeft hij het risico van z’n gevaarlijke werk onder ogen gezien. Hiervan getuigt hij in één zijner preken zo mooi:  
Wanneer het einde komen zal, weten we niet. Wel weten we, dat er géén schot meer vallen zal zonder Zijn wil! Die Hem vertrouwend volgt krijgt moed en kan ’t zingen:  
Ik weet aan Wien ik mij betrouwe,  
Al wisselen ook dag en nacht.  
Ik ken de Rots waarop ik bouwe,  
Hij feilt niet, die Uw heil verwacht.  
Eens aan de avond van mijn leven,  
Breng ik van zorg en strijden moe,  
Voor elken dag mij hier gegeven,  
U hoger reiner loflied toe.”